# Уряд Маршаллових Островів
Уряд Маршаллових Островів — вищий орган виконавчої влади Маршаллових Островів.

## Голова уряду
- Президент — Хільда Гейн (англ. Hilda Heine).

## Кабінет міністрів
Склад чинного уряду подано станом на 20 липня 2016 року.
| Логотип | Міністерство                                   | Міністр                                      | Фото | Час на посаді | Час на посаді | Партія | Партія | Вебсайт |
| ------- | ---------------------------------------------- | -------------------------------------------- | ---- | ------------- | ------------- | ------ | ------ | ------- |
|         | Міністерство внутрішніх справ                  | Амента Меттью (Amenta Matthew)               |      |               |               |        |        |         |
|         | Міністерство житлово-комунального господарства | Тоні Мюллер (Tony Muller)                    |      |               |               |        |        |         |
|         | Міністерство закордонних справ і торгівлі      | Джон Сілк (John Silk)                        |      |               |               |        |        |         |
|         | Міністерство освіти                            | Вільбур Гейн (Wilbur Heine)                  |      |               |               |        |        |         |
|         | Міністерство охорони здоров'я                  | Калані Канеко (Kalani Kaneko)                |      |               |               |        |        |         |
|         | Міністерство ресурсів і розвитку               | Альфред Альфред молодший (Alfred Alfred Jr.) |      |               |               |        |        |         |
|         | Міністерство транспорту і зв'язку              | Майк Галферті (Mike Halferty)                |      |               |               |        |        |         |
|         | Міністерство фінансів                          | Бренсон Вейс (Brenson S. Wase)               |      |               |               |        |        |         |
|         | Міністерство юстиції                           | Томас Гейн (Thomas Heine)                    |      |               |               |        |        |         |
|         | Міністр-помічник президента                    | Маттлан Закхрас (Mattlan Zackhras)           |      |               |               |        |        |         |